# Ridgeway of Montana
Ridgeway of Montana er en amerikansk stumfilm fra 1924 instrueret af Clifford Smith.

## Medvirkende
- Jack Hoxie som Buck Ridgeway
- Olive Hasbrouck som Aline Hanley
- Herbert Fortier som Simon Hanley
- Lew Meehan som Steve Pelton
- Charles Thurston som Reverend McNabb
- Pat Harmon som Pete Shagmire
- Lyndon Hobart som Pierre Gendron